# Селенит серебра
Селенит серебра — неорганическое соединение,
соль серебра и селенистой кислоты
с формулой Ag2SeO3,
кристаллы,
не растворяется в воде.

## Получение
- Обменная реакция растворов селенита натрия и нитрата серебра:

{\displaystyle {\mathsf {Na_{2}SeO_{3}+2AgNO_{3}\ {\xrightarrow {}}\ Ag_{2}SeO_{3}\downarrow +2NaNO_{3}}}}

## Физические свойства
Селенит серебра образует кристаллы
моноклинной сингонии, пространственная группа P 21/c, параметры ячейки a = 0,4854 нм, b = 1,0332 нм, c = 0,6956 нм, β = 91,13°, Z = 4.
Не растворяется в воде, р ПР = 15,01.

## Химические свойства
- Разлагается при сильном нагревании:

{\displaystyle {\mathsf {2Ag_{2}SeO_{3}\ {\xrightarrow {540^{o}C}}\ 4Ag+2SeO_{2}+O_{2}}}}